# Паракала Прабхакар
Паракала Прабхакар ( тел. పరకాల ప్రభాకర్; 2. јануар 1959) индијски је политички економиста и политички коментатор за економска и социјална питања. Служио је као саветник за комуникације, држао је позицију у кабинету Андра Прадешине владе у периоду од јула 2014. до јуна 2018. године. Неколико година је на телевизијским каналима Андхра Прадеша водио емисију о текућим догађајима. Његови програми, Пратидхвани на ЕТВ2 и Намасте Андра Прадеш на НТВ.  Такође је био бивши портпарол и један од генералних секретара странке Праја Рајиам .  Почетком 2000-их, Паракала је био портпарол јединице Андхра Прадеш БЈП-а .  Супруг је тренутног министра финансија.

## Приватни живот
Паракала је рођен у угледној Телугу Брахманској породици  у Нарсапураму, Андра Прадеш . Његова мајка Паракала Каликамба била је члан законодавне скупштине у Андра Прадешу,  док је његов отац Паракала Сешаватхарам био дугогодишњи законодавац и служио је у три узастопна мандата у држави Андра Прадеш  седамдесетих и раних осамдесетих година. Паракала је докторирао на Лондонској школи економије и политичких наука, Магистрирао је уметност и филозофију на Универзитету Џавахарлал Нехру (ЏНУ), у Њу Делхију.
Прабхакар се оженио Нирмалом Ситхараман 1986. године, она је министарка финансија и корпоративних послова владе Индије у кабинету Нарендре Моди, од 2019. године. Имају ћерку.